# TSAR (альбом)
TSAR — дебютный и единственный студийный альбом группы TSAR. Вышел в 1995 году. Переиздавался в 2013 году.

## История создания
Когда Артур Беркут впервые приехал из США он привёз с собой музыкантов из группы «Siberia» («Сибирь») и вместе с Сергеем Мавриным создал группу «TSAR», названную по именам участников — Tim, Sergey, Arthur, Rob. Также данный транслит намекает на термин «Царь».
В 2013 году московская группа CHAOS RISING опубликовала кавер-версию песни «I feel fire» группы TSAR, записанную при участии группы Артур Беркут.

## Список композиций
Слова и музыка всех песен — Артур Беркут.
| №                   | Название              | Длительность |
| ------------------- | --------------------- | ------------ |
| 1.                  | «Loving You»          | 4:51         |
| 2.                  | «Loser»               | 4:09         |
| 3.                  | «Dancing On The Rain» | 5:19         |
| 4.                  | «I Feel Fire»         | 3:57         |
| 5.                  | «Pull The Trigger»    | 4:32         |
| 6.                  | «To The River»        | 3:07         |
| 7.                  | «Slow Down»           | 4:10         |
| 8.                  | «No More Lies»        | 3:51         |
| Общая длительность: | Общая длительность:   | 32:56        |

## Участники записи

### Основной состав
- Артур Беркут — вокал, ритм-гитара
- Сергей Маврин — соло-гитара
- John Goodsall — соло-гитара (переиздание)
- Rob Carilo — бас-гитара, бэк-вокал
- Tim «Tuff» — ударные

### Приглашённые участники
- Tim Tully — перкуссия (5)
- David Nacca — гитара (5)
- John Goodsol — гитара (7)

Другое
- Продюсеры — Lou Carto and Denis McKay
- Исполнительный продюсер — Guy Kemp
- Студия записи — RMS Studios
- Recorded at Sky Castle Records Studio, Las Vegas, US. Engineered by Lou Carto.
- Дизайн — Susan Kemp
- Дизайн — Кирилл Евсеев (переиздание)

## Интересные факты
- В 2010 году в России была выпущена пиратская копия альбома, практически неотличимая от оригинала.
- В 2002 году в сборнике «Тяжелая Артиллерия. Залп 2» вышел трек «Злая Фея», что является кавер-версией песни «I Feel Fire». «Злая Фея» должна была выйти в альбоме группы «Беркут» — «Пока смерть не разлучит нас». Подготовка альбома затянулась, а в ноябре 2002 года Артур Беркут стал вокалистом «Арии» и выпуск альбома был заблокирован Владимиром Холстининым, в связи с тем, что музыка группы «Беркут» не соответствует стандартам «Арии» и это может ввести в заблуждение «арийских» поклонников.